# Pallacanestro ai II Giochi della Lusofonia - Torneo maschile
Il II Campionato di pallacanestro ai Giochi della Lusofonia si è svolto nel 2009, a Lisbona.

## Risultati

### Turno preliminare
| Lisbona 11 giugno 2009 | Guinea-Bissau | 68 – 62 | Mozambico |  |

| Lisbona 11 giugno 2009 | Macao | 107 – 77 | São Tomé e Príncipe |  |

### Prima fase

#### Gruppo 1
| Team       | Pts | G | V - P | Pf - Ps   |
| ---------- | --- | - | ----- | --------- |
| Portogallo | 4   | 2 | 2 - 0 | 195 - 114 |
| Angola     | 3   | 2 | 1 - 1 | 218 - 115 |
| Macao      | 2   | 2 | 0 - 2 | 76 - 260  |

| Lisbona 14 giugno 2009 | Portogallo | 81 – 72 | Angola |  |

| Lisbona 15 giugno 2009 | Angola | 146 – 34 | Macao |  |

| Lisbona 16 giugno 2009 | Portogallo | 114 – 42 | Macao |  |

#### Gruppo 2
| Team          | Pts | G | V - P | Pf - Ps   |
| ------------- | --- | - | ----- | --------- |
| Brasile       | 4   | 2 | 2 - 0 | 195 - 118 |
| Capo Verde    | 3   | 2 | 1 - 1 | 159 - 164 |
| Guinea-Bissau | 2   | 2 | 0 - 2 | 120 - 192 |

| Lisbona 14 giugno 2009 | Brasile | 90 – 72 | Capo Verde |  |

| Lisbona 15 giugno 2009 | Capo Verde | 87 – 74 | Guinea-Bissau |  |

| Lisbona 16 giugno 2009 | Brasile | 105 – 46 | Guinea-Bissau |  |

### Seconda Fase

#### Semifinali
| Lisbona 18 giugno 2009 | Capo Verde | 67 – 66 | Portogallo |  |

| Lisbona 18 giugno 2009 | Brasile | 71 – 80 | Angola |  |

#### Finali
7-8 posto
| Lisbona 17 giugno 2009 | Mozambico | 100 – 52 | São Tomé e Príncipe |  |

5-6 posto
| Lisbona 17 giugno 2009 | Guinea-Bissau | 103 – 57 | Macao |  |

3-4 posto
| Lisbona 19 giugno 2009 | Portogallo | 95 – 71 | Brasile |  |

1-2 posto
| Lisbona 19 giugno 2009 | Capo Verde | 64 – 106 | Angola |  |

## Classifica
| - | Paese               |
| - | ------------------- |
|   | Angola              |
|   | Capo Verde          |
|   | Portogallo          |
| 4 | Brasile             |
| 5 | Guinea-Bissau       |
| 6 | Macao               |
| 7 | Mozambico           |
| 8 | São Tomé e Príncipe |